# Sander Svendsen
Sander Svendsen, né le 6 août 1997 à Molde en Norvège, est un footballeur norvégien qui évolue au poste d'avant-centre à l'Odds BK, où il est prêté par l'Odense BK.

## Biographie

### Molde FK
Natif de Molde en Norvège, Sander Svendsen est formé par le club de sa ville natale, le Molde FK. Il est lancé en professionnel le 9 mai 2013 par son entraîneur Ole Gunnar Solskjær, lors d'un match d'Eliteserien face à l'Aalesunds FK. Il entre en jeu à la place de Mattias Moström (en) lors de cette rencontre remportée sur le score de quatre buts à un.
En 2014 Svendsen est sacré Champion de Norvège avec Molde.

### Odense BK
Le 8 juillet 2019 Sander Svendsen s'engage en faveur de l'Odense BK pour un contrat de quatre ans. Il joue son premier match pour Odense le 22 juillet suivant, lors de la deuxième journée de la saison 2019-2020 contre le Lyngby BK. Après être entré en jeu à la place de Bashkim Kadrii, Svendsen se fait remarquer en inscrivant ses deux premiers buts, contribuant ainsi à la victoire de son équipe par quatre buts à un.  

### En équipe nationale
Le 13 juin 2015 Sander Svendsen joue son premier match avec l'équipe de Norvège espoirs contre la Bosnie-Herzégovine. Il est titularisé lors de cette rencontre remportée par son équipe sur le score de deux buts à zéro.

## Statistiques
| Saison                | Club                  | Championnat           | Championnat | Championnat | Coupe(s) nationale(s) | Coupe(s) nationale(s) | Compétition(s) continentale(s) | Compétition(s) continentale(s) | Compétition(s) continentale(s) | Total | Total |
| Saison                | Club                  | Division              | M.          | B.          | M.                    | B.                    | Comp.                          | M.                             | B.                             | M.    | B.    |
| 2013                  | Molde FK              | D1                    | 2           | 0           | 1                     | 0                     | -                              | -                              | -                              | 3     | 0     |
| 2014                  | Molde FK              | D1                    | 12          | 1           | 3                     | 3                     | C3                             | 2                              | 1                              | 17    | 5     |
| 2015                  | Molde FK              | D1                    | 26          | 8           | 4                     | 2                     | C1+C3                          | 3+3                            | 0+0                            | 36    | 10    |
| 2016                  | Molde FK              | D1                    | 26          | 4           | 2                     | 1                     | C3                             | 2                              | 0                              | 30    | 5     |
| 2017                  | Molde FK              | D1                    | 15          | 4           | 3                     | 1                     | -                              | -                              | -                              | 18    | 5     |
| Sous-total            | Sous-total            | Sous-total            | 81          | 17          | 13                    | 7                     | -                              | 10                             | 1                              | 104   | 25    |
| 2017                  | Hammarby IF           | D1                    | 10          | 6           | 1                     | 1                     | -                              | -                              | -                              | 11    | 7     |
| 2018                  | Hammarby IF           | D1                    | 19          | 0           | 3                     | 1                     | -                              | -                              | -                              | 22    | 1     |
| Sous-total            | Sous-total            | Sous-total            | 29          | 6           | 4                     | 2                     | -                              | -                              | -                              | 33    | 8     |
| 2019                  | Odds BK (prêt)        | D1                    | 15          | 0           | 3                     | 1                     | -                              | -                              | -                              | 18    | 1     |
| Sous-total            | Sous-total            | Sous-total            | 15          | 0           | 3                     | 1                     | -                              | -                              | -                              | 18    | 1     |
| 2019-2020             | Odense BK             | Superligaen           | 32          | 13          | 2                     | 1                     | -                              | -                              | -                              | 34    | 14    |
| Sous-total            | Sous-total            | Sous-total            | 32          | 13          | 2                     | 1                     | -                              | -                              | -                              | 34    | 14    |
| Total sur la carrière | Total sur la carrière | Total sur la carrière | 157         | 36          | 22                    | 11                    | -                              | 10                             | 1                              | 189   | 48    |

## Palmarès

### En club
Molde FK
- Champion de Norvège
  - 2014